# Tua (Fluss)
Der Tua ist ein Fluss in Portugal. Sein Ursprung liegt am Zusammenfluss der beiden in Spanien entspringenden Flüsse Tuela und Rabaçal. Er fließt an der Stadt Mirandela vorbei und mündet von rechts in den Douro.